# Камень на камень
«Камень на камень» — советский фильм 1971 года снятый на Литовской киностудии режиссёром Раймондасом Вабаласом.

## Сюжет
Две новеллы о судьбе крепостных.
Первая — про бывшего рекрута, простого, чистосердечного крестьянина Буткуса, произведенного графом в палачи.
Вторая — про эконома имения, человека с тихими и пронзительными глазами… которыми он многое видит.

В фильме «Камень на камень» (1972, реж. Вабалас) оживает в крепостничестве прошлое Литвы, утверждается сила человеческой солидарности, закалённая в вековой борьбе литовского народа против социального гнёта.— Кино: Энциклопедический словарь

## В ролях
1-я новелла:
- Казимирас Виткус — Буткус — главная роль
- Регимантас Адомайтис — граф
- Юозас Ригертас — художник
- Эугения Плешките — вдовушка
- Альгирдас Лапенас — Валюкас, ухажёр вдовушки
- Стяпонас Космаускас — Валунас, сторож
- Гедиминас Гирдвайнис — Казялис
- Антанас Барчас — Стасис
- Стасис Паска — управляющий Войт
- Ляонас Змирскас — подручный управляющего

2-я новелла:
- Гедиминас Карка — эконом — главная роль
- Альгис Матулёнис — Лаурас
- Вацловас Бледис — Митрикас
- Аудрис Хадаравичюс — Мечисловас, сын Митрикаса
- Роландас Буткявичюс — Антанас
- Валдас Ятаутис — Густас
- Нийоле Лепешкайте — Рожите
- Ромуалдас Урвинис — камердинер Блажеюс
- Галина Даугуветите — служанка
- Альгирдас Кубилюс — крепостной

Критикой особо подчёркивался единый актёрский ансамбль:

Режиссёр отлично знает возможности каждого исполнителя, природу его таланта и особенно любит работать со своими бывшими коллегами — паневежцами : В. Бледисом, Г. Каркой, К. Виткусом. В ансамбль фильма хорошо вписались и молодые актёры вильнюсских и каунасских театров.— Кино советской Литвы / Марианна Мальцене. — М.: Искусство, 1980. — 248 с. — стр. 126